# Prodegeeria tricincta
Prodegeeria tricincta är en tvåvingeart som först beskrevs av Villeneuve 1929.  Prodegeeria tricincta ingår i släktet Prodegeeria och familjen parasitflugor. Inga underarter finns listade i Catalogue of Life.